# Nigger
Nigger este un termen din limba engleză, peiorativ și ofensator, adresat persoanelor de origine africană. Acest termen a apărut în secolul al XVIII-lea, derivând din cuvântul spaniol negro, descendent al adjectivului latin niger, care înseamnă „negru”. În Statele Unite, utilizarea acestui cuvânt de către americanii non-africani este considerat o insultă rasistă.
Termenul nigger este folosit, de asemenea, în mod colocvial și fratern între afro-americani, cel mai adesea sub forma nigga, a cărei ortografie reflectă fonologia accentului afro-american. Acest cuvânt este utilizat, în diferitele forme ale sale, cu frecvență majoră din anii 2010, fiind cel mai comun cuvânt licențios din versurile muzicii hip-hop. Rostirea acestui cuvânt rămâne totuși inacceptabilă din punct de vedere social pentru oricine, cu excepția afro-americanilor. Faptul că s-a continuat includerea acestui termen în lucrările clasice de literatură a provocat controverse. Deoarece termenul este considerat extrem de ofensator, adesea el este înlocuit cu eufemismul "N-word" (cuvântul cu „N”).

## Etimologia și istoria

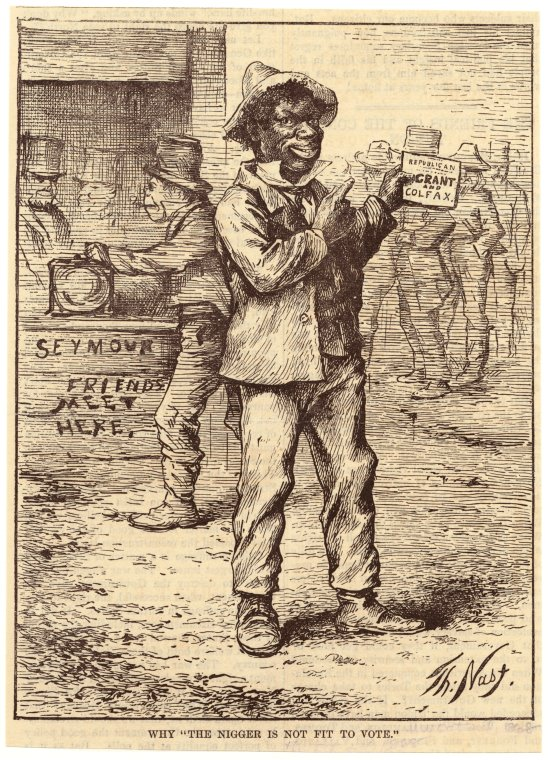
Caricatură americană istorică intitulată "Why the nigger is not fit to vote" („De ce nu este negrul apt să voteze”), de Thomas Nast, care sugerează că Democrații s-au opus dreptului la vot al afro-americanilor deoarece, la alegerile prezidențiale din 1868, aceștia au susținut candidații republicani Ulysses S. Grant și Schuyler Colfax. Pe fundal scrie „Loc de întâlnire al prietenilor lui Seymour”, cu referire la candidatul Partidului Democrat.

Variantele neger și negar derivă din cuvintele din limbile mediteranee ce înseamnă „negru”, adică cuvântul spaniol și portughez negro, și nègre din franceză, astăzi și el un termen peiorativ. Etimologic, negro, noir, nègre, și nigger vin toate de la nigrum, variantă a cuvântului latin niger.
În limba engleză, nigger (la început scris niger) era un cuvânt ce însemna „individ cu piele de culoare închisă”. Cea mai veche atestare a termenului datează din 1574, într-o lucrare ce vorbea despre „the Nigers of Aethiop, bearing witnes” (Negrii din Etiopia, dând mărturie). Potrivit dicționarului Oxford English, prima folosire peiorativă a termenului nigger a fost înregistrată cu două secole mai târziu, în 1775.
În America colonială de la 1619, John Rolfe folosea „negars” în descrierea sclavilor africani expediați în colonia Virginia. Mai târziu, cuvintele din engleza americană, neger și neggar, s-au răspândit în coloniile din Nord, în New York-ul stăpânit de olandezi⁠(d), în comunitățile olandeze metropolitane din Philadelphia, și în cele morave din restul Pennsylvaniei; Cimitirul African din New York a fost inițial cunoscut prin numele olandez „Begraafplaats van de Neger” (Cimitirul Negrilor); o apariție a cuvântului „neger” în Rhode Island datează din 1625.  Lexicograful Noah Webster, al cărui Webster's Dictionary⁠(d) a contribuit mult la solidificarea ortografiei limbii engleze vorbite de către americani, a sugerat cuvântul neger în loc de negro în 1806. Dialectul vorbit în Sudul Statelor Unite a schimbat pronunția cuvântului negro la nigra.
În timpul comerțului cu blănuri de la începutul anilor 1800 până la sfârșitul anilor 1840 în Statele Unite occidentale, cuvântul era scris „niggur”, adesea consemnat în literatura vremii. George Fredrick Ruxton⁠(d) l-a folosit în lexiconul „Omul muntelui”, fără conotația peiorativă. Totuși, acest cuvânt uneori se folosea și ca înjurătură împotriva indienilor, mexicanilor, francezilor și chiar englezilor. Mark Twain, în cartea autobiografică Life on the Mississippi (Viața pe Mississipi) din 1883, folosea termenul nigger când cita textual discursul cuiva, dar prefera negro atunci când scria în numele propriului său personaj din narațiune. Joseph Conrad a publicat în Marea Britanie o povestire cu titlul „The Nigger of the Narcissus" (1897), dar a fost sfătuit să o publice în Statele Unite cu titlul „The Children of the Sea” („Copiii mării”).
Între timp cuvintele colored (de culoare) sau „negro” au devenit o alternativă mai respectuoasă decât nigger. În 1851, Boston Vigilance Committee⁠(d), o organizație ce promova abolirea sclaviei, dădea avertismente oamenilor de culoare din Boston și din vecinătate. Scriind în 1904, jurnalistul Clifton Johnson a documentat caracterul dizgrațios al cuvântului „nigger”, subliniind că a fost ales în special în Sud pentru că era mai ofensator decât „colored” sau „negro”. Până la sfârșitul secolului al XIX-lea, „colored” a devenit suficient de mainstream pentru a fi ales ca autoidentificator rasial de Asociația Națională pentru Promovarea Oamenilor de Culoare (National Association for the Advancement of Colored People). În 2008, Carla Sims, directorul pentru comunicații ale acestei asociații, a declarat că termenul colored nu este ofensator, iar organizația a ales acest cuvânt deoarece era cel mai pozitiv termen utilizat frecvent în 1909, când a fost înființată asociația. Totuși, și acest cuvânt este considerat în prezent demodat. Scriitorul canadian Lawrence Hill, de exemplu, a schimbat titlul romanului său din 2007, The Book of Negroes (Cartea Negrilor). Numele se referă la un document istoric real, dar el s-a simțit obligat să găsească un alt nume pentru piața americană, publicând ediția sub titlul Someone Knows My Name (Cineva îmi știe numele).
După sfârșitul anilor 1960, schimbarea socială provocată de mișcarea drepturilor civile a legitimat cuvântul „black” pentru identificarea rasială a americanilor de origine africană cu pielea neagră. Președintele Thomas Jefferson folosise acest cuvânt pentru a descrie sclavii africani în Notes on the State of Virginia (1785), dar termenul nu a devenit mainstream decât în secolul al XX-lea.
În anii 1990, "Black" rămăsese în uz, dar fusese înlocuit de African-American (adică „afro-american”), fapt pe care lingvistul Steven Pinker l-a descris drept "un exemplu de bandă rulantă de eufemisme". Mai mult decât atât, African-American seamănă cu expresia afro-american, aceasta deja populară din anii 1970. Unii afro-americani continuă să folosească cuvântul nigger, adesea scris și nigga sau niggah, fără ironie, fie pentru a neutraliza impactul cuvântului, fie ca semn de solidarietate între persoanele din această comunitate.
În anii 1990 a apărut și epitetul „sand nigger”, adresat persoanelor ce provin din Orientul Mijlociu.